# Арриаран, Пакито
Пакито Арриаран Арреги (баск. Pakito Arriaran Arregi, 22 апреля 1955 — 30 сентября 1984) — баскский революционер-интернационалист, участник антифранкистской национально-освободительной борьбы в рядах ЭТА, в эмиграции присоединился к Фронту национального освобождения имени Фарабундо Марти.